# تیم میزبان (فیلم ۲۰۲۲)
تیم میزبان (به انگلیسی: Home Team) یک فیلم کمدی ورزشی آمریکایی به کارگردانی چارلز و دنیل کینان و نویسندگی کریس تیتون و کیث بلوم است. در این فیلم کوین جیمز، تیلور لاتنر، راب اشنایدر، جکی سندلر و تیت بلوم به ایفای نقش پرداخته‌اند. این فیلم با الهام از رویدادهای واقعی، داستان سرمربی نیو اورلینز سینتز، شان پیتون، را روایت می‌کند که مربی تیم فوتبال پسر ۱۲ ساله‌اش در طول یک سال محرومیت از لیگ ملی فوتبال بود.

## داستان
این فیلم دربارهٔ سرمربی لیگ ملی فوتبال، شان پیتون است که به دلیل مشارکت در رسوایی Bountygate به مدت یک سال از NFL محروم شد؛ وی پس از آن به زادگاهش بازگشته و با مربیگری تیم فوتبال پاپ وارنر، بار دیگر با پسر ۱۲ ساله خود ارتباط برقرار می‌کند.

## پخش
این فیلم در ۲۸ ژانویه ۲۰۲۲ در نتفلیکس به نمایش درآمد.